# Suvodo
Suvodo (en serbe cyrillique : Суводо) est un village du nord-ouest du Monténégro, dans la municipalité de Žabljak.

## Démographie

### Évolution historique de la population
| 1948 | 1953 | 1961 | 1971 | 1981 | 1991 | 2003 |
| ---- | ---- | ---- | ---- | ---- | ---- | ---- |
| 124  | 115  | 128  | 113  | 110  | 68   | 65   |